# Адріан Ортола
Адріан Ортола (ісп. Adrián Ortolá, нар. 20 серпня 1993, Шабія) — іспанський футболіст, воротар бельгійського клубу «КМСК Дейнзе».
Грав за юнацькі збірні Іспанії.

## Клубна кар'єра
Народився 20 серпня 1993 року в місті Шабія. Вихованець юнацьких команд футбольних клубів «Шабія» та «Аліканте».
2008 року перейшов до академії «Вільярреала». У дорослому футболі дебютував 2011 року виступами за третю команду цього клубу, а протягом 2012—2013 років захищав ворота команди «Вільярреал Б».
У 2013 році уклав контракт з «Барселоною» і до 2018 року захищав ворота команди «Барселона Б». Протягом сезону 2016/17 на умовах оренди грав за «Алавес», а до складу основної команди «Барселони» шансу пробитися не отримав.
2018 року на умовах оренди з правом викупу перейшов до «Депортіво» (Ла-Корунья), проте у цій команді був лише резервним голкіпером. Влітку 2019 року уклав дворічний контракт з іншим клубом Сегунди «Тенерифе», в якому нарешті отримав постійне місце в основному складі.

## Виступи за збірні
2010 року дебютував у складі юнацької збірної Іспанії (U-17), загалом на юнацькому рівні взяв участь у 18 іграх. У складі збірної U-20 був учасником молодіжної першості світу 2013 року. 

## Титули і досягнення
- Чемпіон Європи (U-19): 2011, 2012